# ディア・エヴァン・ハンセン
『ディア・エヴァン・ハンセン』（Dear Evan Hansen）は、ベンジ・パセクとジャスティン・ポール作曲/作詞、スティーブン・レベンソン脚本のミュージカル。 
2015年7月にワシントンDCのアリーナ・ステージでワールドプレミアが行われ、2016年3月から5月にオフ・ブロードウェイ作品としてセカンド・ステージ・シアターで上演された後、2016年12月にブロードウェイのミュージック・ボックス・シアターで公演を開始した。
第71回トニー賞では９つの賞にノミネートされ、ベン・プラットが主演男優賞、レイチェル・ベイ・ジョーンズが主演女優賞、ミュージカル作品賞、最優秀作曲賞を含む6つ賞を受賞した。
ベン・プラットの父であるマーク・プラットが共同プロデューサーを務め、スティーブン・チョボスキーが監督したユニバーサル・ピクチャーズによる映画版『ディア・エヴァン・ハンセン』が、2021年9月24日にアメリカ合衆国で公開された。映画版でもミュージカルのオリジナルキャストであるベン・プラットが主演を務めている。

## あらすじ

### 第1幕
エヴァン・ハンセンは社交不安障害を抱えるティーンエイジャー。エヴァンのセラピストであるシャーマン医師は、毎日どんないいことが起こるかを彼自身に宛てた手紙として書き出すようにアドバイスする。エヴァンの母ハイディは、友達を作るために、骨折治療でエヴァンがはめているギブスに、友達から名前をサインしてもらうことを提案する。一方、裕福なマーフィー家は、シンシアとラリー夫妻と、娘ゾーイと息子コナーの4人家族。シンシアは家庭が崩壊しかかっていると不安を抱えている。ハイディとシンシアはそれぞれの息子と少しでも心を通わそうとする（"Anybody Have a Map?"）。
学校でエヴァンは同級生アラナと、家族ぐるみの付き合いがある唯一の友人ジャレッドと会う。アラナとジャレッドはエヴァンのギブスに気がつくが、2人ともギブスにサインをしようとしない。その後、エヴァンはコナーに出会う。コナーはエヴァンのぎこちなさから、コナーが自身を馬鹿にしていると勘違いし、エヴァンを地面に突き飛ばす。エヴァンが密かに恋心を抱くコナーの妹ゾーイは、コナーの暴力行為をコナーに代わりエヴァンに謝罪する。エヴァンは、残りの人生を皆に無視され、除け者にされて過ごす運命なのだろうかと、思いを巡らせる。（" Waving Through a Window"）。
エヴァンは、もし自分がいなくなったら誰か気づいてくれるだろうか、と学校のパソコン室で自身宛に手紙を書く。エヴァンは恋心を抱いているゾーイに想いを馳せる。ゾーイだけがエヴァンに幸せを感じさせる存在だからだ ("Waving Through a Window"[Reprise #1])。エヴァンは再びコナーと偶然出くわし、そこでコナーはエヴァンのギブスにサインをするが、その直後、コナーはプリンターで見つけたエヴァンの手紙を読んでしまう。手紙に書かれていたゾーイへの想いを読んだコナーは、エヴァンがコナーのことを小馬鹿にするためにわざと手紙を印刷したと考え激昂する。コナーはエヴァンの手紙を手にしたまま、その場を立ち去ってしまう。
エヴァンは手紙を持ったコナーが何をするか気が気でなく極度の不安状態になり、ジャレッドにセラピーとして自分自身宛の手紙を書いていたことを話し、どうすべきか相談する("Waving Through a Window"[Reprise #2])。その後エヴァンは校長室に呼び出され、コナーの両親からコナーが数日前に自殺したことを明かされる。コナーのポケットからエヴァンの手紙が見つかり、コナーの両親はこれがエヴァンに宛てた遺書であると考えていた。エヴァンは誤解を解こうとするが、コナーの母シンシアはコナーの名前がサインされたギブスに気づき、コナーとエヴァンの仲が良かったと信じ込んでしまったことで、エヴァンは真実を切り出せなくなってしまう。
エヴァンはコナーの家に夕食に招かれる。ジャレッドは状況を悪化させないために、コナーの家族との会話ではただ頷くだけにすればいいとアドバイスする。しかしエヴァンは気まずさと緊張から、コナーとは大親友で秘密のアカウントを使ってメールのやりとりをしていた、と嘘をついてしまう。さらにエヴァンは、マーフィー一家が家族で訪れたことがあり、今は放置されているりんご農園にコナーと共に行き、そこでコナーと木登りをしたときに木から落ちて腕の骨を折った、という思い出話をでっち上げてしまう（"For Forever"）。エヴァンが自宅に帰ると、母ハイディはコナーのことについてエヴァンに尋ねるが、エヴァンはコナーとは友達ではないから心配しないで、と答える。コナーと親友だった証拠が必要だと考えたエヴァンは、ジャレッドの助けを借り、コナーとの偽のメール文通をでっち上げる（"Sincerely, Me"）。
エヴァンはマーフィー一家にコナーとのメールのやりとりを見せる。コナーの母シンシアは、コナーに親友がいたことを非常に喜ぶが、父ラリーはコナーが家族や裕福な恵まれた生活を当たり前のことだと考えていたことに傷つく。シンシアはゾーイにメールを見せようとするが、ゾーイがまだコナーの死を受け入れられていないことから、2人は口論になってしまう（"Requiem"）。その後ゾーイは「遺書」を読み、自分のことが言及されていることに気づき、それについてゾーイはエヴァンに尋ねる。エヴァンは、ゾーイに真実を明かすことができず、結局コナーの言葉を借りて自身がゾーイが好きな理由を次々と語っていく（”If I Could Tell Her"）。意を決して、エヴァンはゾーイにキスをするが、ゾーイは身を引き、エヴァンに家に帰るように言う。
エヴァンとアラナは、学校の皆がコナーのことを忘れ始めていることに気づく。そこでエヴァンは、アラナとジャレッドとともに、コナーの存在を残すために「コナー・プロジェクト」を立ち上げる。 3人はマーフィー家にプロジェクトについて相談し、マーフィー家もプロジェクトに賛同を示す（"Disappear"）。エヴァンの活動に感動したシンシアは、コナーのために買ったがコナーが一度も付けなかったネクタイをエヴァンに渡し、コナーの追悼集会のスピーチでつけてほしいと頼む。コナー・プロジェクトの立ち上げ会で、エヴァンは自分自身の孤独感とコナーとの友情について感動的なスピーチを行い、このスピーチの映像は急速に拡散される。コナーとエヴァンの友情に強い感銘を受けたゾーイは、エヴァンにキスをする（"You Will Be Found"）。

### 第2幕
エヴァンとアラナは、エヴァンとコナーがともに過ごした廃れたりんご農園を蘇らせるために50,000ドルの寄付を募るファンドレイジングの計画を立てる。しかし、エヴァンはゾーイやマーフィー一家に新たな関係性を見出し、自身の母親ハイディやジャレッドを無視し始め、そしてコナー・プロジェクトの活動も疎かになっていく（"Sincerely Me" [reprise]）。
ハイディはエヴァンに、なぜコナー・プロジェクトやコナーとの仲について話をしてくれなかったのか尋ねると、エヴァンはハイディがそばにおらず話をする時間がなかったからだ、と怒りながら答える。感情でいっぱいになったエヴァンは、家を飛び出しマーフィー家に駆け込む。マーフィー家でエヴァンは子供の時の話をコナーの父ラリーに明かし、2人は絆を深める。ラリーはコナーの未使用の野球グローブをエヴァンにプレゼントする（"To Break In a Glove"）。その後、ゾーイはエヴァンに対して、2人がコナーの存在でつながるのではなく、2人だけの絆でつながっていたいと気持ちを明かす（"Only Us")。
エヴァンがマーフィー家に夕食のために訪れると、夕食には母ハイディが招かれていたことに驚く。マーフィー夫妻がコナーの大学進学資金をエヴァンに譲りたいと考えていることを知り、ハイディは嘘についてエヴァンを問い詰めるが、口論の中でエヴァンはハイディのいないマーフィー家にいたほうが歓迎されていてよりありのままでいられるような気がすると明かす。その頃、アラナはコナーとエヴァンのメール文通に矛盾があることに気がつく。エヴァンはジャレッドにメールの矛盾点を修正するように頼み込むが、逆にジャレッドはエヴァンの嘘を暴露するとエヴァンを脅し、これに対してエヴァンもジャレッドの共謀を暴露すると反論する。ハイディ、アラナ、ジャレッドはエヴァンの心の中に現れ、エヴァンの罪悪感とこれまでの自身の決断に対する迷いが増幅していく（"Good for You"）。
エヴァンはこれまでにしたことを告白しなければいけないと決心する。コナーの幻影がエヴァンの前に現れエヴァンを引き止めようとするが、エヴァンは全て終わらせる必要があるんだと叫ぶ。コナーはもしエヴァンが真実を話せば、これまでに得たものは全て無くなり、後に残るのは自分自身だけになると忠告する（"For Forever" [Reprise]）。コナーは消え、エヴァンは一人ぼっちになる。
エヴァンはアラナに謝るが、アラナはコナーがエヴァンの親友だったという主張に疑念を抱いており、これ以上コナー・プロジェクトを手伝うことはできないと言う。そこで、エヴァンは、エヴァンが自分自身に宛て書き、コナーが盗んだ手紙を、コナーの遺書であるとしてアラナに見せる。コナー・プロジェクトの資金集めのために遺書が使えると考えたアラナは、エヴァンの意思に反して、その手紙をオンライン上に公開してしまう。その結果、コナーが自殺をした理由は、金持ちの両親が子どもに無関心だったからだという説がオンライン上で広がってしまう（You Will Be Found" [Reprise]）。
マーフィー家はオンライン上で、コナーの死の原因であるとして、ヘイトコメントのターゲットになってしまう。これに動揺したエヴァンはマーフィー家を尋ねると、そこではマーフィー家がコナーの死の本当の理由について口論をしていた。エヴァンはこれまでの嘘を白状し、コナーの悲劇からマーフィー家の絆を生み出せると考えていたと言い訳をする。ゾーイと母シンシアはその場を去り、父ラリーもエヴァンに背を向ける。再び孤独になったエヴァンは、逃れることのできない耐え難い絶望感に苛まれていく（"Words Fail"）。
ハイディはオンライン上で手紙を見て、それがエヴァンがセラピーの課題で書いた手紙だと気づく。ハイディはエヴァンが本当に苦しんでいることに気が付けなかったことを謝る。エヴァンは遠回しに、自殺しようとして木から落ちたことを明かす。ハイディは父親が引っ越した日、彼女の夫が家を出て、エヴァンと2人きりでどう生きていけばよいか途方にくれた日のことを思い返し、結局のところ、自分は1人っきりではなかったことに気がつく。ハイディには息子エヴァンがいて、一緒ならどんなことでも乗り越えられるはずだと悟る。涙ながらに、ハイディは必要な時はいつもそばにいることをエヴァンに約束する（"So Big/ So Small"）。
1年後、エヴァンはまだ実家暮らしで、大学進学資金を貯めるために家具屋で働いていた。エヴァンは真実を告白して以来会っていなかったゾーイに連絡し、話をするために会って欲しいと頼む。ゾーイはコナーを追悼して再オープンしたりんご農園で会うことを提案する。エヴァンはマーフィー家を騙して傷つけたことを謝罪し、同時にマーフィー家がエヴァンの嘘を公表しなかったことに感謝する。ゾーイは、「何かが起きる必要があったのかもね」と言い、コナーの死とその後の出来事で家族の絆が深まったとして、エヴァンを許す。エヴァンがゾーイにりんご農園で会いたかった理由を尋ねると、ゾーイは2人が別れる前にこの場所を共有したかったからだと答える。エヴァンは心の中で、自身の嘘が家族や友人にもたらした大きな影響を振り返り、最後にはいつわりのないありのままの自分という存在を受け入れるのだった（"Finale"）。

## キャラクター名と主要キャスト

### キャスト
| キャラクター             | 5月の 読み合わせ (2014)      | 7月の 読み合わせ (2014)      | 9月の 読み合わせ (2014)      | 3月の ワークショップ＆ ワシントンDC 公演 (2015) | オフ・ブロードウェイ公演 (2016) | オリジナル ブロードウェイキャスト (2016) | オリジナル USツアーキャスト (2018) | オリジナル ウエストエンドキャスト (2019) |
| ------------------------ | ---------------------------- | ---------------------------- | ---------------------------- | ----------------------------------------------- | ------------------------------- | ---------------------------------------- | ---------------------------------- | ---------------------------------------- |
| エヴァン・ハンセン       | ベン・プラット               | ベン・プラット               | ベン・プラット               | ベン・プラット                                  | ベン・プラット                  | ベン・プラット                           | ベン・リーヴァイ・ロス             | サム・タティ                             |
| ハイディ・ハンセン       | レイチェルベイジョーンズ     | レイチェルベイジョーンズ     | レイチェルベイジョーンズ     | レイチェルベイジョーンズ                        | レイチェルベイジョーンズ        | レイチェルベイジョーンズ                 | ジェシカフィリップス               | レベッカ・マッキニス                     |
| ゾーイ・マーフィー       | バレットウィルバートウィード | ローラ・ドレイファス         | ローラ・ドレイファス         | ローラ・ドレイファス                            | ローラ・ドレイファス            | ローラ・ドレイファス                     | マギーマッケナ                     | ルーシーアンダーソン                     |
| シンシア・マーフィー     | ジェニファーローラトンプソン | ジェニファーローラトンプソン | ジェニファーローラトンプソン | ジェニファーローラトンプソン                    | ジェニファーローラトンプソン    | ジェニファーローラトンプソン             | クリスチャンノール                 | ローレンワード                           |
| ラリー・マーフィー       | マイケルパーク               | マイケルパーク               | マイケルパーク               | マイケルパーク                                  | ジョン・ドセット                | マイケルパーク                           | アーロン・ラザール                 | ルパート・ヤング                         |
| コナー・マーフィー       | ウィル・プーレン             | マイク・ファイスト           | マイク・ファイスト           | マイク・ファイスト                              | マイク・ファイスト              | マイク・ファイスト                       | マリック・スミス                   | ダグ・コーリング                         |
| アラナ・ベック           | エリン・ウィルヘルミ         | エミリーウォルトン           | クリストリン・ロイド         | アレクシスモルナル                              | クリストリン・ロイド            | クリストリン・ロイド                     | フィービーコヤベ                   | ニコール・ラクエル・デニス               |
| ジャレッド・クラインマン | アレックスワイズ             | ウィル・ローランド           | ウィル・ローランド           | ウィル・ローランド                              | ウィル・ローランド              | ウィル・ローランド                       | ジャリッド・ゴールドスミス         | ジャック・ロックストン                   |

### そのほかのブロードウェイ版キャスト
- エヴァン・ハンセン：ノア・ガルビン、 [2]テイラー・トレンシュ、 アンドリュー・バース・フェルドマン、 [3]ジョーダン・フィッシャー[4]
- ゾーイ・マーフィー：マロリー・ベクテル[5]
- ハイディ・ハンセン：リサ・ブレシア、 [6]ジェシカ・フィリップス
- コナー・マーフィー：アレックス・ボニエロ[7]

### キャラクター
- エヴァン・ハンセン：社交不安障害を抱える高校4年生。彼セラピストから毎日どんないい日になるかを自分宛の手紙として書き出す課題を与えられ、この手紙が物語の重要な軸になる（タイトル「ディア・エヴァン・ハンセン（親愛なるエヴァン・ハンセンへ）」の由来になっている）。
- ハイディ・ハンセン：昼は看護助手、夜はパラリーガルスクールに通うエヴァンのシングルマザー。仕事と勉学で毎日忙しく、結果としてエヴァンを一人ぼっちにすることが多くなっている。
- ゾーイ・マーフィー：コナーの妹。エヴァンが密かに想いを寄せている。コナーとはあまり親しくなく、コナーを異常者だとして嫌っていたが、エヴァンの嘘とエヴァンがコナーの友人であったことを知り、もっと兄のことを知っていればよかったと後悔する。
- シンシア・マーフィー：コナーとゾーイの母。専業主婦。崩壊しかけている家族をなんとかしようと日々奮闘するが、家族関係が思うように改善せずに悩んでいる。
- ラリー・マーフィー：コナーとゾーイの父。仕事が忙しく子ども達と疎遠。
- コナー・マーフィー：高校4年生。エヴァンと同じく学校で友人がいない一匹狼。暴力的な一面を隠すためにクスリに手を出しハイになる日々をおくっている。
- アラナ・ベック：真面目だがどこか注目を浴びたいドラマクイーンな一面を持つエヴァンのクラスメイト。彼大学進学のチャンスを高めるために学業にはげみ、プラスになる課外活動がないか常に探している。
- ジャレッド・クラインマン：エヴァンのひょうきんで皮肉屋の友人。アラナと一緒にエヴァンのコナー・プロジェクトを手伝うことになる。

## ミュージカルナンバー
| 第1幕 - "Anybody Have a Map?" – Heidi, Cynthia - "Waving Through a Window" – Evan - "Waving Through a Window (Reprise #1)"* – Evan - "Waving Through a Window (Reprise #2)"* – Alana - "For Forever" – Evan - "Sincerely, Me" – Connor, Evan, Jared - "Requiem" – Zoe, Cynthia, Larry - "If I Could Tell Her" – Evan, Zoe - "Disappear" – Connor, Evan, Alana, Jared, Larry, Cynthia, Zoe - "You Will Be Found" – Evan, Alana, Jared, Zoe, Company, VC (virtual community) | 第2幕 - "Sincerely, Me (Reprise)"* – Connor, Jared - "To Break In a Glove" – Larry, Evan - "Only Us" – Zoe, Evan - "Good for You" – Heidi, Alana, Jared, Evan - "For Forever (Reprise)"* – Connor - "You Will Be Found (Reprise)"* – Alana, Jared, VC - "Words Fail" – Evan - "So Big / So Small" – Heidi - "Finale" – Evan, Company |

*オリジナルブロードウェイキャスト版レコーディングのCDには含まれていない楽曲。

### オーケストレーション
ミュージカルの楽曲は、音楽監督を含む8人構成のバンド用に編成されている。パートは次の通りである：MD/キーボード、バイオリン、ビオラ、チェロ、ギター1、ギター2、ベースギター、アップライトベース、ドラム。アレックス・スラカモワールが編曲を手がけ、2017年トニー賞で編曲賞を受賞している。

### アルバム
オリジナルのロードウェイキャスト版のアルバムは、2017年2月3日深夜に公開された。アルバムの2曲目「Waving Through A Window」は、アルバムを先行予約した人向けに早期リリースされていた。  5曲目の「Requiem」は、アルバムリリース日の1週間前の2017年1月26日に24時間限定でストリーム再生ができるように公開された。 同曲は、翌日に先行予約ボーナスの2曲目としてリリースされた。第1幕を締め括る曲「You Will Be Found」は、2017年1月30日に公開された。 このアルバムは2月25日のBillboard 200の8位にランクインした。  2017年2月24日にはCD版がリリースされた。アレックス・ラカモワールがプロデュースしたアルバムであり、ベンコーン（ピアノ）、ジェイミーエブレン（ドラム）、ジャスティンゴールドナー、ディロンコンドール（ギター）、ロブジョスト（ベース） 、ジャスティン・スミス、トッド・ロー、アデーレ・スタイン（弦楽器）などといった、オフ・ブロードウェイとブロードウェイの両方のオリジナル・ミュージシャンを採用しており 、2018年グラミー賞の最優秀ミュージカル・ショー・アルバム賞を受賞した。 
プロデューサーは、2018年9月26日に、デラックス・アルバムの制作を発表した。 デラックス・アルバムには、オリジナルブロードウェイキャストレコーディングのすべての曲が含まれているだけでなく、カットされた曲やカバー曲も収録されることになった。カット曲「Part of Me」は、デラックス・アルバムがリリースされるまでは、Billboard.com上でのみ聴くことができた。アルバムは同年10月19日にリリースされる予定だったが、11月2日に延期された。 アメリカの歌手ケイティ・ペリーが、ショーの全国ツアーのプロモーションとして、「Waving Through A Window」を再収録した。 デラックスアルバムの他の曲には、テイラー・トレンシュが歌う「Obvious」、マロリー・ベクテルが歌う「Hiding in Your Hands」（「If I Could Tell Her」の前ににゾーイ役が歌う曲として予定されていたが、最終的にカットされ、「Requiem」に置き換えられた）  、テイラー・トレンシュとアレックス・ボニエロが歌う「Disappear」のアコースティック・バージョンなどがある。 